# Maria, Guds moders högtid
Maria, Guds moders högtid är en liturgisk fest som firas inom Romersk-katolska kyrkan. Jungfru Maria hedras som Guds moder. Festen, som härstammar från 600-talets Rom, firas den 1 januari, julens oktavdag.
Maria, Guds moders högtid är en förpliktad helgdag.